# Rejon Apszeron
Rejon Apszeron (azer. Abşeron rayonu) – rejon we wschodnim Azerbejdżanie. Nazwa wywodzi się od Półwyspu Apszerońskiego, na którym leży.
Rejon Apszeron obejmuje: 1 miasto (stolica regionu), 8 osiedli miejskich i 7 osad wiejskich.

## Demografia
dane z 2000 r.
- Azerowie 96,2% (86 592)
- inni 3,8% (3608)